# 홍계남
홍계남(洪季男, ? ~ ?)은 조선 중기의 무신으로, 임진왜란 때 의병장으로 활약하였다. 본관은 남양이다.

## 생애
수원 출신으로 1592년 임진왜란 발발로 아버지와 함께 안성에서 의병을 일으켜 싸우다가 아버지가 전사하자 대신 의병을 지휘해 여러 곳에서 승리하였다. 그 공으로 서얼 출신임에도 불구하고 경기도 조방장에 임명되었고, 수원 판관을 거쳐 1593년 충청도 조방장으로 영천 군수를 겸했다.
진주, 구례, 경주 등지의 전투에 참전하였고, 1595년 경상도 조방장으로 전임, 1596년 의병을 이끌고 이몽학의 난을 평정하는 데 공을 세웠다.

## 같이 보기
- 서운산성